# Віктор Андрасон
Віктор Ерлігур Андрасон (ісл. Viktor Örlygur Andrason, нар. 5 лютого 2000, Рейк'явік, Ісландія) — ісландський футболіст, півзахисник клубу «Вікінгур» (Рейк'явік) та національної збірної Ісландії.

## Клубна кар'єра
Віктор Андрасон починав займатися футболом у школі столичного клубу «Вікінгур» (Рейк'явік). Свою першу гру в основі Віктор провів 25 вересня 2016 року, коли вийшов на заміну у матчі чемпіонату країни проти «Хафнарфьордура».
У складі «Вікінгура» Віктор Андрасон двічі виграва національний кубок та у 2021 році став чемпионом Ісландії.

## Збірна
12 січня 2022 року у товариському матчі проти команди Уганди Віктор Андрасон дебютував у національній збірній Ісландії.

## Титули і досягнення
- Чемпіон Ісландії (2):

«Вікінгур»:  2021, 2023
- Володар Кубка Ісландії (4):

«Вікінгур»:  2019, 2021, 2022, 2023
- Володар Суперкубка Ісландії (2):

«Вікінгур»:  2022, 2024